# Bavi (Verwaltungsbezirk)
Bavi (persisch شهرستان باوی) ist ein Schahrestan in der Provinz Chuzestan im Iran. Er enthält die Stadt Mollasani, welche die Hauptstadt des Verwaltungsbezirks ist. 

## Demografie
Bei der Volkszählung 2016 betrug die Einwohnerzahl des Schahrestan 96.484. Die Alphabetisierung lag bei 83 Prozent der Bevölkerung. Knapp 72 Prozent der Bevölkerung lebten in urbanen Regionen.
| Zensusjahr | Einwohnerzahl |
| ---------- | ------------- |
| 2011       | 89.160        |
| 2016       | 96.484        |